# Zethus indicus
Zethus indicus är en stekelart som beskrevs av Giordani Soika 1958. Zethus indicus ingår i släktet Zethus och familjen Eumenidae. Inga underarter finns listade i Catalogue of Life.